# Walki o Buk (1848)

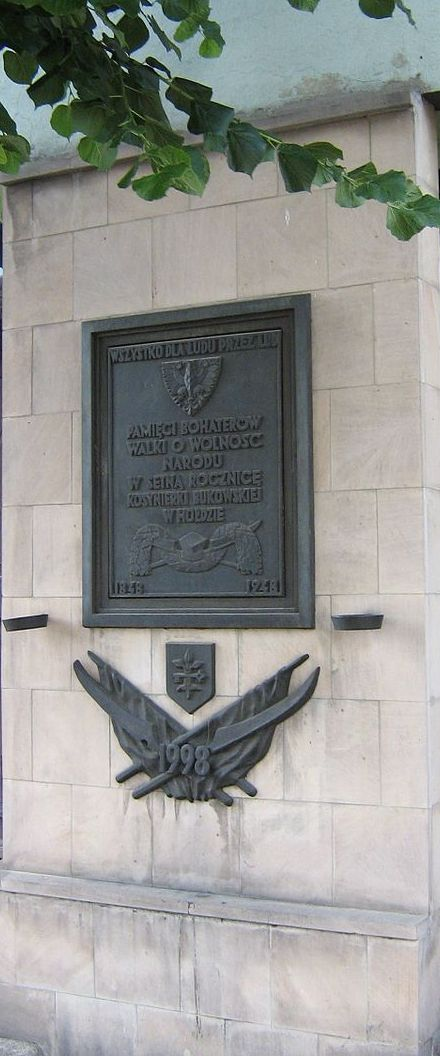
Tablica pamiątkowa ku czci Kosynierów Bukowskich w Buku

Walki o Buk (1848) – bitwa powstańców wielkopolskich z wojskiem pruskim w Buku w dniu 4 maja 1848 r.
Już 18 kwietnia do miasta wkroczyły liczne oddziały niemieckie pod dowództwem płk. von Heistera. Ich celem było przywrócenie pruskiej administracji i  "uspokojenie wzburzonych umysłów obywateli". W dniu 3 maja ostatnia kompania tego zgrupowania opuściła miasto kierując się w stronę Grodziska Wielkopolskiego. W nocy z 3 na 4 maja do miasta wkroczył już jednak nowy oddział niemiecki pod dowództwem kapitana Boenigka i zajął kwatery na rynku i przyległych ulicach. Ok. godz. 4 nad ranem do miasta weszli kosynierzy pod dowództwem Eugeniusza Sczanieckiego i Kazimierza Niegolewskiego. Pomiędzy kosynierami i mieszkańcami miasta z jednej strony, a żołnierzami pruskimi z drugiej wywiązała się krwawa walka. Początkowo powstańcy wykorzystali element zaskoczenia i wielu żołnierzy niemieckich straciło życie. Prusacy szybko jednak sformowali szyki i otwarli ogień rozpraszając kosynierów. W dalszym etapie walki przybrały charakter odwetu na mieszkańcach, z których wielu straciło życie. Oddział kapitana Boenigka opuścił Buk ok. godz. 10.30 kierując się w kierunku Pniew, ale już ok. 18.00 do miasta wkroczyły znaczne silniejsze oddziały niemieckie od strony Grodziska Wlkp. Wobec ich znacznej przewagi powstańcy zmuszeni zostali do wycofania się, a Niemcy rozpoczęli rewizje i rozstrzeliwania Polaków. Po bezowocnej rewizji w kościele zastrzelono także księdza wikarego Antoniego Bielskiego. Szacuje się, że tego dnia zginęło w Buku ok. 120 kosynierów i mieszkańców miasta.  Po stronie niemieckiej poległo kilkudziesięciu żołnierzy. W ramach represji Buk po roku 1848 przestał pełnić rolę siedziby władz powiatowych, choć powiat bukowski istniał jeszcze do 1887 r.

## Upamiętnienie
O wydarzeniach przypomina tablica pamiątkowa umieszczona na budynku dawnego sądu w Buku.